# Gräsätande antiloper
Gräsätande antiloper eller hästantiloper (Hippotraginae) är en underfamilj i familjen slidhornsdjur.
Gräsätande antiloper förekommer i Afrika och på Arabiska halvön. Angående habitatet är de mycket variabel, de lever i savanner, i halvöknar och öknar. Som namnet antyder utgörs födan av gräs.
Deras storlek kan jämföras med hästar men det vetenskapliga namnet Hippotraginae syftar på att de liksom hästar har en man på sin nacke. Det finns ingen tydlig könsdimorfism, bägge kön är nästan lika stora och har samma pälsfärg. Hos bägge kön finns särskilt långa horn som kan vara raka eller böjda.
Alla arter jagas intensiv av människor. En art, blåttbocken (Hippotragus leucophaeus) är redan utdöd, sabeloryx finns bara kvar i djurparker och addaxantilopen listas som akut hotad (critically endangered).

## Släkten och arter
I underfamiljen finns tre släkten med tillsammans åtta arter.
- Släkte Hippotragus
  - Blåttbock (Hippotragus leucophaeus)
  - Hästantilop (Hippotragus equinus)
  - Sabelantilop (Hippotragus niger)
- Släkte Oryx
  - Östafrikansk oryx Oryx beisa
  - Sabeloryx (Oryx dammah)
  - Arabisk oryx Oryx leucoryx
  - Gemsbock eller oryx (Oryx gazella)
- Släkte Addax
  - Addaxantilop (Addax nasomaculatus)